# 錫格呂菲厄澤
錫格呂菲厄澤是冰島東北區菲亚德拉比格兹市镇内的城鎮，位於該國北部格陵蘭海畔，面積155平方公里，主要經濟活動是漁業，2023年人口1,182。

## 外部連結
- 菲亚德拉比格兹市镇官方网站 （页面存档备份，存于） （冰岛语）

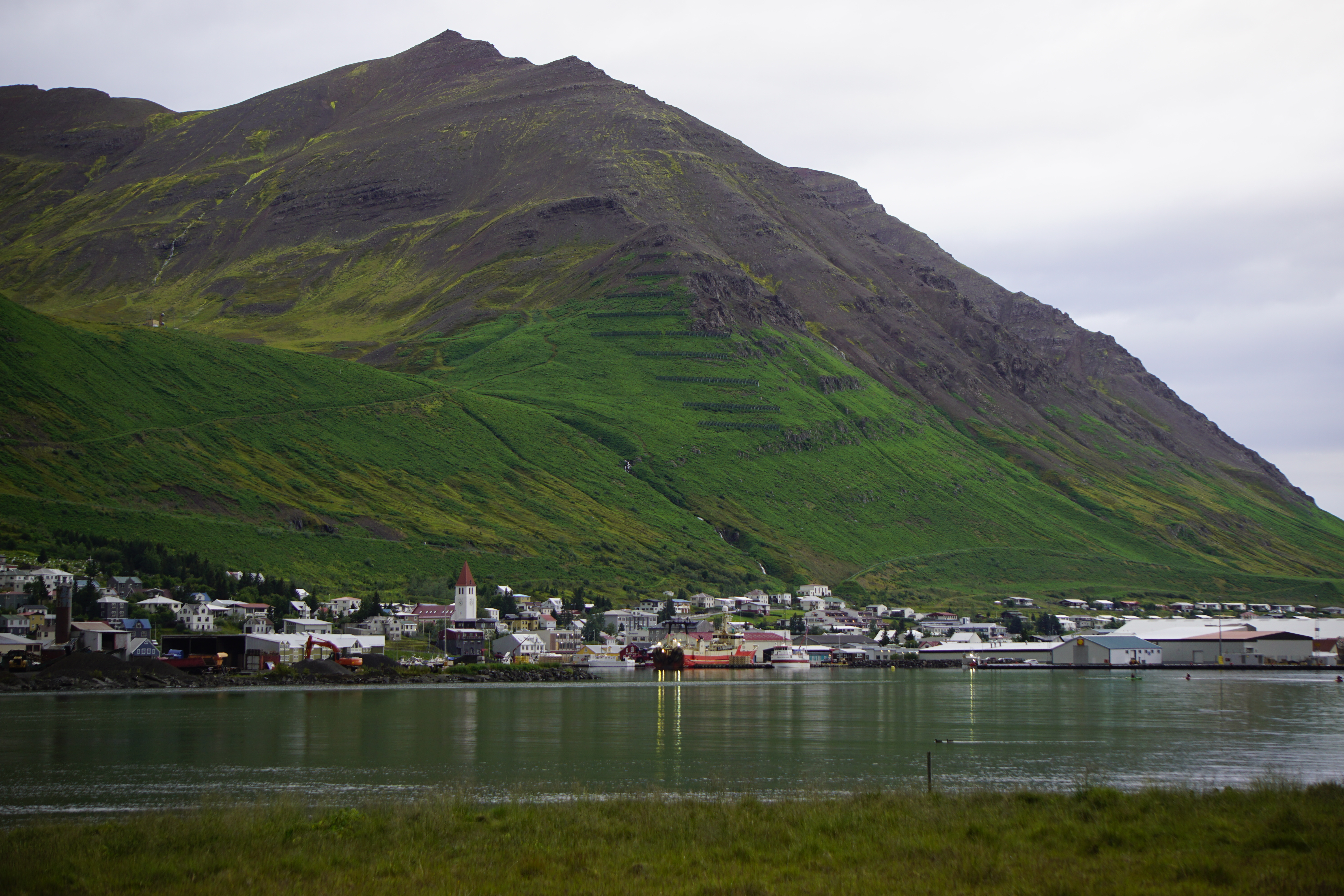
錫格呂菲厄澤

- The Herring era museum in Siglufjörður （页面存档备份，存于）